# Penicillium velutinum
Penicillium velutinum är en svampart som beskrevs av J.F.H. Beyma 1935. Penicillium velutinum ingår i släktet Penicillium och familjen Trichocomaceae.   Inga underarter finns listade i Catalogue of Life.